# Campionati mondiali di tiro 1974
I campionati mondiali di tiro 1974 furono la quarantunesima edizione dei campionati mondiali di questo sport e si disputarono al Campo di Tiro Guntelsey di Thun. Le gare di tiro a volo andarono in scena a Berna. La nazione più medagliata fu l'Unione Sovietica.

## Risultati

### Uomini

#### Carabina
| Evento                      | Oro                                                                                  | Oro       | Argento                                                                              | Argento   | Bronzo                                                                             | Bronzo    |
| Evento                      | Atleta                                                                               | Risultato | Atleta                                                                               | Risultato | Atleta                                                                             | Risultato |
| 50m 3 posizioni             | John Writer                                                                          | 1163      | Lones Wigger                                                                         | 1162      | Lanny Bassham                                                                      | 1162      |
| 50m 3 posizioni a squadre   | Stati Uniti ?                                                                        | 4644      | Unione Sovietica ?                                                                   | 4607      | Germania Ovest ?                                                                   | 4589      |
| 50m a terra                 | Karel Bulan                                                                          | 599       | Helge Edvin Anhushaug                                                                | 597       | Wolfram Waibel                                                                     | 597       |
| 50m a terra a squadre       | Finlandia Jouko Ilmari Hietalahti Pauli Aapeli Janhonen Esa Kervinen Leif Lajunen    | 2372      | Stati Uniti Victor Auer Presley Kendall Margaret Murdock Lones Wigger                | 2371      | Cecoslovacchia Karel Busan Petr Kovarik K. Skyba Jiri Vogler                       | 2371      |
| 50m in ginocchio            | Vitali Parjimovich                                                                   | 394       | Jaakko Minkkinen                                                                     | 393       | John Writer                                                                        | 391       |
| 50m in ginocchio a squadre  | Unione Sovietica A. Bulgakov Gennadi Lushikov Alexandr Mitrofanov Vitali Parjimovich | 1547      | Stati Uniti Lanny Bassham Margaret Murdock John Writer Lones Wigger                  | 1546      | Germania Ovest Wolfgang Ruehle Bernd Klingner Gottfried Kustermann Klaus Zähringer | 1543      |
| 50m in piedi                | Lones Wigger                                                                         | 383       | Gerhard Krimbacher                                                                   | 380       | Lanny Bassham                                                                      | 378       |
| 50m in piedi a squadre      | Stati Uniti Lanny Bassham Margaret Murdock John Writer Lones Wigger                  | 1508      | Unione Sovietica A. Bulgakov Gennadi Lushikov Alexandr Mitrofanov Vitali Parjimovich | 1476      | Ungheria Laszlo Hammerl Sandor Nagy Lajos Papp Ferenc Petrovacz                    | 1474      |
| 300m 3 posizioni            | Lanny Bassham                                                                        | 1147      | John Foster                                                                          | 1140      | Max Hürzeler                                                                       | 1133      |
| 300m 3 posizioni a squadre  | Stati Uniti Lanny Bassham John Foster John Writer Lones Wigger                       | 4543      | Unione Sovietica Vladimir Ashigev Gennadi Lushikov Valentin Kornev Boris Melnik      | 4508      | Svizzera Max Hürzeler Charles Jermann Martin Truttmann Erwin Vogt                  | 4487      |
| 300m a terra                | Lanny Bassham                                                                        | 394       | Udo Wunderlich                                                                       | 393       | Lones Wiggern                                                                      | 392       |
| 300m a terra a squadre      | Stati Uniti Lanny Bassham John Foster John Writer Lones Wigger                       | 1555      | Unione Sovietica Vladimir Ashigev Gennadi Lushikov Valentin Kornev Boris Melnik      | 1552      | Svizzera Max Hürzeler Charles Jermann Martin Truttmann Erwin Vogt                  | 1542      |
| 300m in ginocchio           | John Foster                                                                          | 387       | Max Hürzeler                                                                         | 387       | Eugeniusz Pędzisz                                                                  | 385       |
| 300m in ginocchio a squadre | Polonia Jozef Botwin Henryk Gorski Eugeniusz Pędzisz Andrzej Sieledcow               | 1531      | Stati Uniti Lanny Bassham John Foster John Writer Lones Wigger                       | 1530      | Svizzera Max Hürzeler Charles Jermann Martin Truttmann Erwin Vogt                  | 1522      |
| 300m in piedi               | Lanny Bassham                                                                        | 370       | John Foster                                                                          | 370       | Vladimir Agishev                                                                   | 367       |
| 300m in piedi a squadre     | Stati Uniti Lanny Bassham John Foster John Writer Lones Wigger                       | 1458      | Unione Sovietica Vladimir Ashigev Gennadi Lushikov Valentin Kornev Boris Melnik      | 1435      | Cecoslovacchia Karel Bulan Petr Kovarik Libor Kurka K. Skyba                       | 1428      |

#### Carabina standard
| Evento                     | Oro                                                                                      | Oro       | Argento                                                                         | Argento   | Bronzo                                                               | Bronzo    |
| Evento                     | Atleta                                                                                   | Risultato | Atleta                                                                          | Risultato | Atleta                                                               | Risultato |
| 300m                       | David Kimes                                                                              | 575       | Lones Wigger                                                                    | 575       | John Foster                                                          | 569       |
| 300m a squadre             | Stati Uniti David Boyd John Foster David Kimes Lones Wigger                              | 2280      | Unione Sovietica Vladimir Ashigev Gennadi Lushikov Valentin Kornev Boris Melnik | 2237      | Cecoslovacchia Karel Bulan Petr Kovarik Antonin Schwarz F. Prokop    | 2227      |
| 300m 3 posizioni           | Hermann Sauer                                                                            | 576       | Uto Wunderlich                                                                  | 575       | Helge Edvin Anshushaug                                               | 574       |
| 300m 3 posizioni a squadre | Unione Sovietica Vitali Parjimovich Gennadi Lushikov Sergei Rainikov Alexandr Mitrofanov | 2280      | Stati Uniti Lanny Bassham David Cramer David Kimes John Writer                  | 2278      | Norvegia Helge Edvin Anshushaug O. Oekdal Harald Stenvaag S. Sotberg | 2268      |

#### Carabina ad aria
| Evento        | Oro                                                                        | Oro       | Argento                                                          | Argento   | Bronzo                                                                      | Bronzo    |
| Evento        | Atleta                                                                     | Risultato | Atleta                                                           | Risultato | Atleta                                                                      | Risultato |
| 10m           | Eugeniusz Pędzisz                                                          | 384       | Lanny Bassham                                                    | 384       | David Cramer                                                                | 383       |
| 10m a squadre | Germania Ovest Franz Hamm Bernd Ramms Gottfried Kustermann Wolfgang Ruehle | 1518      | Stati Uniti Lanny Bassham David Cramer E. Schumacher John Writer | 1516      | Polonia Stanislav Marucha Eugeniusz Pędzisz Romuald Simionov Andrzej Trajda | 1512      |

#### Pistola
| Evento        | Oro                                                                         | Oro       | Argento                                                              | Argento   | Bronzo                                                                       | Bronzo    |
| Evento        | Atleta                                                                      | Risultato | Atleta                                                               | Risultato | Atleta                                                                       | Risultato |
| 50m           | Georgi Zapolski                                                             | 566       | Iván Némethy                                                         | 566       | Harald Vollmar                                                               | 565       |
| 50m a squadre | Unione Sovietica Grigori Kosych Anatoli Egrishin I. Raenko Gregori Zapolski | 2244      | Cecoslovacchia Vladimir Hyka Hynek Hromada Iván Némethy Milos Stefan | 2235      | Austria Hubert Garschall Hans-Peter Schmidt Othmar Schneider Heinz Tschabrun | 2235      |

#### Pistola a fuoco rapido
| Evento        | Oro                                                                      | Oro       | Argento                                                               | Argento   | Bronzo                                                       | Bronzo    |
| Evento        | Atleta                                                                   | Risultato | Atleta                                                                | Risultato | Atleta                                                       | Risultato |
| 25m           | Alfred Radke                                                             | 594       | Heinz Weissenberger                                                   | 594       | Viktor Torshin                                               | 592       |
| 25m a squadre | Unione Sovietica Y. Alekhin Afanasi Kusmin Victor Torshin Mikhail Ziubko | 2361      | Cecoslovacchia Vladimir Hart Vladimir Hyka J. Katora Lubomír Nácovský | 2359      | Romania Virgil Atanasiu Corneliu Ion Marin Stan Marcel Rosca | 2357      |

#### Pistola a fuoco
| Evento        | Oro                                                                            | Oro       | Argento                                                           | Argento   | Bronzo                                                          | Bronzo    |
| Evento        | Atleta                                                                         | Risultato | Atleta                                                            | Risultato | Atleta                                                          | Risultato |
| 25m           | Dan Iuga                                                                       | 591       | Francis Higginson                                                 | 591       | Hynek Hromada                                                   | 591       |
| 25m a squadre | Unione Sovietica Victor Torshin Grigori Kosych Mikhail Ziubko Gregori Zapolski | 2343      | Stati Uniti Bonnie Harmon Francis Higginson M. Vlasin Bobby Tiner | 2339      | Finlandia E. Kohvakka Seppo Makinen Vaino Markkanen L. Riitinki | 2335      |

#### Pistola standard
| Evento        | Oro                                                                              | Oro       | Argento                                                             | Argento   | Bronzo                                                             | Bronzo    |
| Evento        | Atleta                                                                           | Risultato | Atleta                                                              | Risultato | Atleta                                                             | Risultato |
| 25m           | Viktor Torshin                                                                   | 581       | Bonnie Harmon                                                       | 577       | Valeri Margasov                                                    | 573       |
| 25m a squadre | Unione Sovietica Afanasi Kusmin Valeri Margasov Viktor Torshin Vladimir Stolipin | 2303      | Cecoslovacchia Vladimir Hyka Vladimir Hurt Hynek Hromada Milan Hyka | 2268      | Stati Uniti Marvin Black Bonnie Harmon Bobby Tiner Charles Wheeler | 2263      |

#### Pistola ad aria
| Evento        | Oro                                                                                | Oro       | Argento                                                              | Argento   | Bronzo                                                                   | Bronzo    |
| Evento        | Atleta                                                                             | Risultato | Atleta                                                               | Risultato | Atleta                                                                   | Risultato |
| 10m           | Grigori Kosych                                                                     | 389       | Corneliu Ion                                                         | 387       | Jean Faggion                                                             | 386       |
| 10m a squadre | Unione Sovietica Anatoli Egrishin Grigori Kosych Valeri Margasov Vladimir Stolipin | 1531      | Germania Ovest Heinrich Fretwurst M. Deichmann W. Labenski D. Gruetz | 1528      | Germania Est Helmut Artelet H. Izurlies Matthias Hoeflitz Harald Vollmar | 1526      |

#### Bersaglio mobile
| Evento              | Oro                                                                                   | Oro       | Argento                                                                           | Argento   | Bronzo                                                                | Bronzo    |
| Evento              | Atleta                                                                                | Risultato | Atleta                                                                            | Risultato | Atleta                                                                | Risultato |
| 50m                 | Helmut Bellingrodt                                                                    | 577       | Valeri Postoyanov                                                                 | 577       | Aleksandr Gazov                                                       | 572       |
| 50m a squadre       | Unione Sovietica Aleksandr Gazov Jakob Jelezniak Alexander Kediarov Valeri Postoyanov | 1527      | Germania Ovest Guenther Danne F. Christoffer Wolfgang Hamberger Christoph Zeisner | 1475      | Stati Uniti Charles Davis Arlie Jones Edmund Moeller Louis Theimer    | 1466      |
| Misto 50m           | Valeri Postoyanov                                                                     | 385       | Alexandr Kediarov                                                                 | 384       | Aleksandr Gazov                                                       | 383       |
| Misto 50m a squadre | Unione Sovietica Aleksandr Gazov Jakob Jelezniak Alexander Kediarov Valeri Postoyanov | 1478      | Ungheria Tibor Bodnar Z. Pelikan Gyula Szabo J. Szekeres                          | 1450      | Svezia Lars Ivarsson Karl Karlsson Per-Anders Lingman Gunnar Svensson | 1428      |

#### Fossa olimpica
| Evento      | Oro                                                               | Oro       | Argento                                                                   | Argento   | Bronzo                                                            | Bronzo    |
| Evento      | Atleta                                                            | Risultato | Atleta                                                                    | Risultato | Atleta                                                            | Risultato |
| Individuale | Michel Carrega                                                    | 199       | Giorgio Rosetti                                                           | 195       | Silvano Basagni                                                   | 195       |
| A squadre   | Francia Jean-Jacques Baud D. Lagarrigue Michel Carrega R. Pereira | 578       | Italia Silvano Basagni Alberto Carneroli Giorgio Rosetti Ennio Mattarelli | 577       | Stati Uniti Ken Blasi Frank Little James Poindexter Walter Zobell | 571       |

#### Skeet
| Evento      | Oro                                                                       | Oro       | Argento                                                                       | Argento   | Bronzo                                                         | Bronzo    |
| Evento      | Atleta                                                                    | Risultato | Atleta                                                                        | Risultato | Atleta                                                         | Risultato |
| Individuale | Wiesław Gawlikowski                                                       | 198       | Yuri Tsuranov                                                                 | 198       | Markus Remes                                                   | 197       |
| A squadre   | Unione Sovietica Alik Aliev Vladimir Andreyev Yuri Zuranov Tariel Zhgenti | 572       | Polonia Wiesław Gawlikowski Piotr Nowakoski Hubert Pawloski Jerzy Trzaskowski | 572       | Stati Uniti A. Buntrock A. Harris John Satterwhite W. Slahucka | 568       |

### Donne

#### Carabina
| Evento                    | Oro                                                        | Oro       | Argento                                                | Argento   | Bronzo                                                        | Bronzo    |
| Evento                    | Atleta                                                     | Risultato | Atleta                                                 | Risultato | Atleta                                                        | Risultato |
| 50m 3 posizioni           | Anka Pelova                                                | 576       | Nonka Shatarova                                        | 574       | Margaret Murdock                                              | 572       |
| 50m 3 posizioni a squadre | Unione Sovietica Kira Boiko Tatiana Ratnikova Baiba Zarina | 1700      | Bulgaria P. Kanticheva Anka Pelova Nonka Shatarova     | 1699      | Germania Ovest Elke Becker Elisabeth Bals E. Boehmer          | 1689      |
| 50m a terra               | Margaret Murdock                                           | 598       | Christina Gustafsson                                   | 597       | Nonka Shatarova                                               | 594       |
| 50m a terra a squadre     | Stati Uniti Sch. Helbing Margaret Murdock D. Zimmermann    | 1778      | Jugoslavia Mirjana Masic Desanka Pesut Valeria Sabatka | 1774      | Svezia Margareta Gustafsson Christina Gustafsson Brita Raning | 1771      |

#### Carabina ad aria
| Evento        | Oro                                                        | Oro       | Argento                                                        | Argento   | Bronzo                                               | Bronzo    |
| Evento        | Atleta                                                     | Risultato | Atleta                                                         | Risultato | Atleta                                               | Risultato |
| 10m           | Tatiana Ratnikova                                          | 386       | Kira Boiko                                                     | 384       | Baiba Zarina                                         | 380       |
| 10m a squadre | Unione Sovietica Kira Boiko Tatiana Ratnikova Baiba Zarina | 1150      | Polonia Elzbieta Janik Elzbieta Kowalewska I. Wierzbowska-Mlot | 1121      | Germania Ovest Elke Becker Elisabeth Bals E. Boehmer | 1111      |

#### Pistola
| Evento        | Oro                                                                | Oro       | Argento                                                           | Argento   | Bronzo                                           | Bronzo    |
| Evento        | Atleta                                                             | Risultato | Atleta                                                            | Risultato | Atleta                                           | Risultato |
| 25m           | Nina Stoliarova                                                    | 586       | Galina Zharikova                                                  | 583       | Zinaida Simonian                                 | 580       |
| 25m a squadre | Unione Sovietica Zinaida Simonian Nina Stoliarova Galina Zharikova | 1749      | Cecoslovacchia Tereza Bohinska Bedriska Hykova Katarina Pastorova | 1728      | Australia Judith Harrison E. Newton Gloria Vause | 1716      |

#### Pistola ad aria
| Evento        | Oro                | Oro       | Argento        | Argento   | Bronzo           | Bronzo    |
| Evento        | Atleta             | Risultato | Atleta         | Risultato | Atleta           | Risultato |
| 10m           | Zinaida Simonian   | 383       | Anisoara Matei | 382       | Nina Stoliarova  | 381       |
| 10m a squadre | Unione Sovietica ? | ?         | Stati Uniti ?  | ?         | Germania Ovest ? | ?         |

#### Fossa olimpica
| Evento      | Oro            | Oro       | Argento       | Argento   | Bronzo             | Bronzo    |
| Evento      | Atleta         | Risultato | Atleta        | Risultato | Atleta             | Risultato |
| Individuale | Susan Nattrass | 143       | Audrey Grosch | 137       | Françoise Robrolle | 136       |

#### Skeet
| Evento      | Oro                  | Oro       | Argento        | Argento   | Bronzo         | Bronzo    |
| Evento      | Atleta               | Risultato | Atleta         | Risultato | Atleta         | Risultato |
| Individuale | Larissa Korchinskaya | 142       | Saskia Brixner | 141       | Evior Melander | 140       |

## Medagliere
Nazione ospitante
| Posiz. | Nazione          | Oro | Argento | Bronzo | Totale |
| ------ | ---------------- | --- | ------- | ------ | ------ |
| 1      | Unione Sovietica | 23  | 11      | 8      | 42     |
| 2      | Stati Uniti      | 15  | 15      | 11     | 41     |
| 3      | Polonia          | 3   | 2       | 2      | 7      |
| 4      | Germania Ovest   | 2   | 4       | 5      | 11     |
| 5      | Francia          | 2   | 0       | 2      | 4      |
| 6      | Cecoslovacchia   | 1   | 5       | 4      | 10     |
| 7      | Bulgaria         | 1   | 2       | 1      | 4      |
| 7      | Romania          | 1   | 2       | 1      | 4      |
| 9      | Finlandia        | 1   | 1       | 2      | 4      |
| 10     | Canada           | 1   | 0       | 0      | 1      |
| 10     | Colombia         | 1   | 0       | 0      | 1      |
| 10     | Sudafrica        | 1   | 0       | 0      | 1      |
| 13     | Germania Est     | 0   | 2       | 2      | 4      |
| 14     | Italia           | 0   | 2       | 1      | 3      |
| 15     | Svizzera         | 0   | 1       | 4      | 5      |
| 16     | Svezia           | 0   | 1       | 3      | 4      |
| 17     | Austria          | 0   | 1       | 2      | 3      |
| 17     | Norvegia         | 0   | 1       | 2      | 3      |
| 19     | Ungheria         | 0   | 1       | 1      | 2      |
| 20     | Jugoslavia       | 0   | 1       | 0      | 1      |
| 21     | Australia        | 0   | 0       | 1      | 1      |